# Чемпіонат УРСР з легкої атлетики 1952
Чемпіонат УРСР з легкої атлетики 1952 серед дорослих відбувся 24-28 вересня в Дніпропетровську.
Новими республіканськими рекордами відзначились виступи киянина Олега Лепіліна у потрійному стрибку (14,31 м) та одеситки Валентини Богатирьової в бігу на 400 метрів (57,3 в забігу).

## Медалісти

### Чоловіки
| Дисципліни                | Золото                                  | Золото   | Срібло                                 | Срібло  | Бронза                            | Бронза  |
| ------------------------- | --------------------------------------- | -------- | -------------------------------------- | ------- | --------------------------------- | ------- |
| 100 метрів                | Микола Скворцов Ізмаїльська обл.        | 11,2     | А. Петров Дніпропетровська обл.        | 11,2    | М. Беляєв Львівська обл.          | 11,3    |
| 200 метрів                | Борис Черенков Одеська обл.             | 23,0     | М. Беляєв Львівська обл.               | 23,2    | Михайло Бондаренко Львівська обл. | 23,2    |
| 400 метрів                | Степан Донченко Київська обл.           | 49,9     | Борис Черенков Одеська обл.            | 50,2    | Петро Чевгун Київська обл.        | 50,3    |
| 800 метрів                | Петро Чевгун Київська обл.              | 1.53,7   | Степан Донченко Київська обл.          | 1.54,3  | Іван Леоненко Київська обл.       | 1.57,4  |
| 1500 метрів               | Микола Бєлокуров Дніпропетровська обл.  | 4.03,4   | Микола Плотников Київська обл.         | 4.11,0  | Іван Леоненко Київська обл.       | 4.11,2  |
| 5000 метрів               | Григорій Басалаєв Дніпропетровська обл. | 14.48,6  | Микола Бєлокуров Дніпропетровська обл. | 15.03,0 | Павло Жарий Харківська обл.       | 15.03,4 |
| 10000 метрів              | Григорій Басалаєв Дніпропетровська обл. | 31.52,8  | Павло Жарий Харківська обл.            | 32.16,8 | Анатолій Непомнящий Київська обл. | 32.20,0 |
| 110 метрів з бар'єрами    | Валерій Полозов Дніпропетровська обл.   | 15,7     | Олександр Редін Одеська обл.           | 15,7    | Юрій Живолович Львівська обл.     | 15,8    |
| 200 метрів з бар'єрами    | Борис Юшко Київська обл.                | 26,6     | Валерій Полозов Дніпропетровська обл.  | 26,8    | Семен Панченко Сталінська обл.    | 27,0    |
| 400 метрів з бар'єрами    | Петро Чевгун Київська обл.              | 55,0     | Степан Донченко Київська обл.          | 55,3    | Семен Панченко Сталінська обл.    | 57,3    |
| 3000 метрів з перешкодами | Порфирій Фомін Одеська обл.             | 9.19,8   | Анатолій Непомнящий Київська обл.      | 9.29,0  | В. Бишенко Харківська обл.        | 9.39,0  |
| 4х100 метрів              | Одеська обл.                            | 44,3     | Сталінська обл.                        | 44,3    | Дніпропетровська обл.             | 44,4    |
| 10000 метрів              | Яків Зуй Дніпропетровська обл.          | 45.56,6  | С. Старченко Харківська обл.           | 47.18,8 | Володимир Маєвський Київська обл. | 47.51,6 |
| Стрибки у висоту          | Євген Вансович Одеська обл.             | 1,90     | Володимир Сіткін Житомирська обл.      | 1,90    | Альберт Шарикін Київська обл.     | 1,85    |
| Стрибки з жердиною        | Всеволод Типаков Львівська обл.         | 4,15     | Віталій Чорнобай Львівська обл.        | 3,90    | Володимир Гусак Львівська обл.    | 3,90    |
| Стрибки у довжину         | Володимир Зайцев Київська обл.          | 7,05     | П. Заворотний Харківська обл.          | 6,88    | Б. Тищенко Харківська обл.        | 6,84    |
| Потрійний стрибок         | Олег Лепілін Київська обл.              | 14,31 NR | Володимир Ситкін Житомирська обл.      | 14,23   | Володимир Зайцев Київська обл.    | 14,20   |
| Штовхання ядра            | Віктор Цибуленко Київська обл.          | 14,65    | В. Малахов Львівська обл.              | 13,98   | Іван Каптюх Київська обл.         | 13,87   |
| Метання диска             | Анатолій Яковцев Київська обл.          | 47,59    | Анатолій Михайленко Київська обл.      | 45,26   | Віктор Глущенко Харківська обл.   | 45,17   |
| Метання молота            | Микола Редькін Харківська обл.          | 55,08    | Б. Лісіцин Київська обл.               | 49,42   | Євген Сюч Львівська обл.          | 49,06   |
| Метання списа             | Віктор Цибуленко Київська обл.          | 70,07    | Іван Каптюх Київська обл.              | 63,17   | П. Поліщук Сталінська обл.        | 59,24   |
| Десятиборство             | Олег Дигаєв Харківська обл.             | 6387     | Юрій Кутенко Львівська обл.            | 5904    | А. Ципколенко Одеська обл.        | 5846    |

### Жінки
| Дисципліни            | Золото                                                                                | Золото | Срібло                                | Срібло | Бронза                               | Бронза |
| --------------------- | ------------------------------------------------------------------------------------- | ------ | ------------------------------------- | ------ | ------------------------------------ | ------ |
| 100 метрів            | Олена Кошелєва Київська обл.                                                          | 12,5   | Валентина Андріанова Київська обл.    | 12,7   | Валентина Сердюкова Київська обл.    | 12,8   |
| 200 метрів            | Олена Кошелєва Київська обл.                                                          | 26,6   | М. Жернова Київська обл.              | 26,7   | Валентина Андріанова Київська обл.   | 26,8   |
| 400 метрів            | Валентина Богатирьова Одеська обл.                                                    | 58,1   | Людмила Лисенко Дніпропетровська обл. | 1.00,0 | Дора Барахович Дніпропетровська обл. | 1.00,4 |
| 800 метрів            | Ніна Плетньова Сталінська обл.                                                        | 2.13,7 | Валентина Богатирьова Одеська обл.    | 2.15,8 | Т. Рибальченко Київська обл.         | 2.17,7 |
| 80 метрів з бар'єрами | Софія Бурдуленко Київська обл.                                                        | 12,6   | Галина Сегень Київська обл.           | 12,7   | А. Бірбланк Дніпропетровська обл.    | 12,8   |
| 4х100 метрів          | Київська обл.Валентина Сердюкова Софія Бурдуленко Валентина Андріанова Олена Кошелєва | 50,0   | Київська обл. ІІ                      | 51,6   | Харківська обл.                      | 51,8   |
| Стрибки у висоту      | Валентина Сваричевська Київська обл.                                                  | 1,50   | Валентина Сердюкова Київська обл.     | 1,50   | Галина Сегень Київська обл.          | 1,50   |
| Стрибки у довжину     | Галина Сегень Київська обл.                                                           | 5,56   | М. Жернова Київська обл.              | 5,43   | Є. Заслугіна Львівська обл.          | 5,22   |
| Штовхання ядра        | Софія Бурдуленко Київська обл.                                                        | 13,05  | Раїса Близнецова Харківська обл.      | 12,87  | Любов Кузьміна Київська обл.         | 12,35  |
| Метання диска         | Зоя Синицька Київська обл.                                                            | 43,68  | Людмила Іщенко Одеська обл.           | 42,30  | Раїса Близнецова Харківська обл.     | 39,69  |
| Метання списа         | Ганна Баштакова Київська обл.                                                         | 42,78  | Надія Коняєва Київська обл.           | 41,86  | Валентина Банникова Харківська обл.  | 39,66  |
| П'ятиборство          | Софія Бурдуленко Київська обл.                                                        | 4079   | Галина Сегень Київська обл.           | 3906   | Валентина Андріанова Київська обл.   | 3649   |

## Медальний залік
| Місце | Команда                        | Золото | Срібло | Бронза | Загалом |
| ----- | ------------------------------ | ------ | ------ | ------ | ------- |
| 1     | Київська обл. (включаючи Київ) | 19     | 15     | 14     | 48      |
| 2     | Дніпропетровська обл.          | 5      | 4      | 3      | 12      |
| 3     | Одеська обл.                   | 5      | 4      | 1      | 10      |
| 4     | Харківська обл.                | 2      | 4      | 7      | 13      |
| 5     | Львівська обл.                 | 1      | 4      | 6      | 11      |
| 6     | Сталінська обл.                | 1      | 1      | 3      | 5       |
| 7     | Ізмаїльська обл.               | 1      | 0      | 0      | 1       |
| 8     | Житомирська обл.               | 0      | 2      | 0      | 2       |